# Markizat Oristano
Markizat Oristano (kamp. sard. Marchesadu de Aristanis) je povijesna država koja je bila obuhvaćala dio otoka Sardinije. 
Nalazilo se u središnjem zapadnom dijelu Sardinije. Najveći teritorij koji je ikad imala bio je 29,54 km², u 15. stoljeću, kad je imala 1736 stanovnika. Trgovala je sa sredozemnim državama i susjednim feudima. Gospodarske resurse davalo je ribogojstvo, uzgoj žitarica te proizvodi pastirske djelatnosti.

## Ustroj
Sjedište se nalazilo na otoku Sardiniji u gradu Oristanu. Državom je upravljao markiz. Društveni slojevi bili su plemstvo, kler, srednji sloj, pastiri i seljaci.

## Povijest
Uspostavljen je 1410. godine i trajao je do 1478. godine, nakon smrti Marijana V. Arborejskog, drugorođenog sina Eleonore Arborejske, kad je Judikat Arboreja konačno podložen aragonskoj kruni (Vilim III. Narbonski je po pravu mogao pretendirati na mjesto kralja i uzajamno se optuživao s takmacima oko prava) uz iznimku ograničenog teritorija oko gradića Oristana. Novi feud, skupa s grofovijom (konteom) Goceanom kralj Martin I. Aragonski pridao je Leonardu Cubellu od Serra Basa, potomku po izravnoj muškoj crti od arborejskog suca Huga II. (1321. – 1336.).
Markezat je bio ovisan o Aragonskom Kraljevstvu. 
Često je Judikat Arboreja ratovao sa susjedima nakon aragonskog osvajanja. U jednom je razdoblju nakon velikih pobjeda Judikata Arboreje gotovo cijeli otok bio arborejski, a Kraljevina Sardinija nekoliko puta se svela samo na gradove Cagliari na krajnjem jugu otoka i Alghero na krajnjem sjeverozapadu otoka. Utrnućem Judikata 1448. i padom posljednje dorijske utvrde Castelgenovese (Castelsardo) koji je uskoro promijenio ime u Castelaragonese, skoro je cijeli otok došao pod Kraljevinu Sardiniju. 
|  |  |  |

Nakon bitke kod Macomera, Ferdinand II. Aragonski pripojio je svojoj državi Markizat Oristano.

## Teritoriji
Teritorij markizata tvorio je najplodniji i od strateški najvažniji dio 
Judikata, to jest od Campidana od Cabrasa, Simaxisa i Milisa, od kuratorija Bonorzulija, od grofovije Grofovija Goceano (Grofovija S Costèra) (sa svojim kaštelom), od utvrđenog grada Oristana (28 tornjeva, troja vrata, 2007 km u krug, sučeva palača zvana "markizova"), od zaljeva, uključujući otočić Malu Entu (Isula de Malu Entu, tal. Mal di Ventre) i Katalončev otok (sard. Su Cadelanu, tal. Scoglio del Catalano),  kao i obala od promontorija Sinisa i rta Mannua.

## Markizi Orestana i konti Goceana
Markizi Orestana i konti Goceana.
| R.b. | Naslov         | Ime                                      | Od    | Do    | Supruga                     |
| 1.   | markiz i konte | Leonard I. Cubello od Serra Basa         | 1410. | 1427. | Kvirika Deyana              |
| 2.   | markiz i konte | Antun I. Cubello od Serra Basa           | 1427. | 1455. | Eleonora Folch Cardonska    |
| 3.   | markiz i konte | Spaso I. Cubello od Serra Basa           | 1455. | 1470. | Katarina Centelles od Olive |
| 4.   | markiz i konte | Leonard II. Alagon Cubello od Serra Basa | 1470. | 1478. | Marija Linan od Morilla     |